# 香港劇集
香港劇集（內地簡稱港劇，又叫港產劇或香港電視劇）指香港拍攝製作的粵語電視劇、網絡劇。現時電視劇主要由香港本土兩家免費電視台——無綫電視（TVB）和香港電視娛樂（ViuTV）拍攝。

## 歷史
香港電台（RTHK）和亞洲電視（ATV）過去亦有製作多部經典的電視劇，惟後者於2015年不獲續牌。港劇早年觀眾群主體為香港本地及廣東地區，其後開始輻射其他地區，以至全球華人的生活產生深遠影響。
雖然港劇是以由亞洲電視（前身為麗的電視）及無綫電視製作，但亞視自从卖盘给中资后收視積弱，長期嚴重虧損。2007年後大大減少電視劇的製作，改以播放外購劇為主，2011年後停止製作劇集，至2016年4月2日正式停播。因此，港劇近年主要由無綫電視製作。2009年，當時香港政府計劃增加免費電視台牌照，2012年，申請免費電視台之一的ViuTV（後易名為香港電視網絡）加入製作電視劇，令港劇不再只由單一電視台製作，港視至今已完成製作超過十部電視劇並透過其頻道播出，港視大部分電視劇的片花及部分內容在港視YouTube頻道播出，並引來不少人熱烈討論，當中《警界線》最受注目及期待，主因是所有港視電視劇都採用實景拍攝而且題材新鮮，為港劇發展帶來新動力。
另外新加入的免費電視台的香港電視娛樂和奇妙電視都加入製作電視劇行列，不少劇集拍攝工作已完成，與此同時，由於媒體迅速發展，電影公司及網絡公司也開始拍攝網絡劇，形成一股新的劇集力量，掀起新一輪電視風雲。

## 歷史沿革
二十世紀中葉以後，香港更成為海外華人社群的經濟和文化首府。香港的電影、電視、錄像、錄音等產品，行銷東南亞、美洲、澳洲、歐洲等各地大小華人社會。這些粵語文化產品，往往是海外華人下一代接觸的主要中文媒體。
無綫電視劇集多以連續劇為主，又常以家庭倫理和男女情愛作為題材。1970年代至1980年代，無綫的連續劇廣受歡迎，培養不少影視業的演藝和製作人才。1990年代中期，觀眾口味漸趨多元，新興媒體湧現，無綫劇集未盡符合不同觀眾口味，收視始趨向下，學者陳韜文稱，收看翡翠台的中產觀眾和年青人持續減少。然而，無綫劇集至今仍是香港電視文化的重要一環，根據2005年4月18日至4月25日的收視調查，仍有超過180萬人收看無綫劇集，2004年播映的《金枝慾孽》的最高收視達48點（即超過280萬人收看），為「第15屆壹電視大獎2005頒獎典禮」《十大電視節目》之首。另外，由於無綫在台灣直屬的TVBS衛星電視台重播近年香港電視劇的關係，台灣亦有著一股追捧「港劇風潮」。
因近年無綫電視鬧編劇荒，所以邀請不少人回來創作劇集，亦有邀請人回巢監製劇集。除此之外無綫電視也邀請了亞洲電視的和有線電視的演員過檔，無綫電視亦邀請重量級人馬拍攝劇集。

### 1950至1960年代：萌芽發展
1957年，香港首間商營電視台麗的映聲（現稱亞洲電視）提供電視服務，並以有線方式傳送畫面。其後首間以地面電視形式進行廣播的無綫電視亦於1967年啟播。香港本地製作的電視劇，是經歷了一段很長的探索時間，才建立起不同類型而又受歡迎的形態。無綫最早的連續電視劇是《夢斷情天》（1968），這套倫理通俗劇可以算是後來發展的藍本。

### 1970年代：黃金時期
隨著20世紀60年代和70年來自中國大陸的難民大量湧入，令香港加速進入的工業化，電視媒體成為一個塑造地方認同並形成了文化資源的力量。七十年代當中，粵語片正陷入低潮，令到大量的電影人才流入電視業，電視台的道具、服裝等各方面人員都是來自電影界，這方面的發展再配合粵劇的元素，為香港電視業打下了良好的基礎。20世紀70年代和80年代，電視工業正和香港的經濟一樣處於黃金時期。那個時代香港的電視劇工業人才濟濟，香港兩大商業電視台麗的電視和無綫電視正是旗鼓相當的時期。為了收視兩台均各出法寶，而電視劇便成為爭奪觀眾的最大砝碼。而隨著佳藝電視在1975年9月7日開台迎來新一輪劇集高峰，形成三台鼎立之勢。
初期電視劇的取材主要來自章回小說、警世通言和民間故事為主，如《民間傳奇》系列，後來的《星河》、《啼笑姻緣》。 《梁天來》、《清宮殘夢》及《秋海棠》等，都成為廣受歡迎的通俗劇典範，其中《星河》是第一一部有主題曲的電視劇集，由顧嘉輝作曲。這部作品奠定了他在粵語流行曲的地位。《啼笑姻緣》的主題曲，更成為流行榜首名歌多月，吟唱於香港街頭巷尾。粵語流行曲和電視劇連結在一起，互相彰顯。這階段電視劇的創作還是依賴或寄生在傳統的文化藝術形態上。隨著電視劇進一步的發展，這類接近傳統文化及戲劇表現形式的類型，就在全盛的時期被更具動感及豐富的類型所接替。香港電台經典實況劇《獅子山下》也深受大眾歡迎，繼《獅子山下》之外，八十年代中亦有《執法者》這類較有動感的劇集。
踏入1976年，麗的和無綫兩大電視台的競爭非常激烈，在傳統故事方面，麗的節目總監推出《十大奇案》及《十大刺客》；而在通俗劇方面，無論麗的的《變色龍》、《鱷魚淚》或無綫的《狂潮》、《大報復》、《家變》、《大亨》、《強人》等，都是長篇現代倫理電視劇，描寫的內容主要是大家族的衰敗及具野心的人物力爭上游以求飛黃騰達的故事。其中《家變》及《強人》均達110集，《大亨》也達85集，《狂潮》竟達129集。這些片集能吸攝近300萬觀眾天天收看，主要的原因是香港觀眾在急劇經濟發展下的社會，經驗了人際關係的割離與傳統家庭關係瓦解的喜怒哀樂，以此為題材的長篇電視劇能使他們産生極大的共鳴。
電視劇集另外一個極受歡迎的類型是武俠片集。這類劇集由於是古裝，需要特技及更具動感鏡頭的運用，在成本及技術上的要求較高，故此，要到1976年，才在電視台競爭白熱化的情況下誕生。佳藝電視利用此先聲奪人，買下武俠小說版權拍成電視劇，創武俠電視的先河，首套武俠片集是於1975年9月6日推出的《射鵰英雄傳》，當年佳藝電視一推出《射鵰英雄傳》，就轟動全港；而俏麗可人的米雪因為演活了黄蓉一角，並她立即成為最炙手可熱的電視女演員。隨後佳視延續攻勢，接連推出《神鵰俠侶》、《雪山飛狐》等武俠小說改編電視劇。同時，掀起三台拍攝武俠劇之風。
武俠電視劇依賴既有的電影武俠片的傳統，是非常明顯的，故事依賴金庸及古龍的武俠小説，製作則繼原來電影而有所發揮，如電視的《流星蝴蝶劍》遲電影兩年才推出，而《射鵰英雄傳》、《神鵰俠侶》等金庸小説，早在60年代已有電影製作。肯定的是，因應劇集受歡迎程度所以接連推出如《小李飛刀》、《楚留香》、《倚天屠龍記》等武俠電視劇。
麗的在麥當雄領帥下，開始了一輪又一輪的戲劇攻勢，務求在收視與無線平分春色。面對在沒有武俠小說版權可買的情況下（都被其他兩台買光了），麗的乾脆拍攝自創武俠劇，同樣精彩。至今仍廣為人津津樂道的，1979年麗的首部由劇本寫成後改編為武俠小說的《天蠶變》令無綫電視在該時段的單元節目全部腰斬，其後陸續製作了《天龍訣》、《沈勝衣》等劇集。

### 1980年代：輝煌鼎盛
隨着佳視倒閉後，佳視的大批台前幕後精英分別加入無綫電視及麗的電視（1982年9月24日易名為亞洲電視），為香港電視界日後的黃金時代寫下序幕。
在古裝武俠劇集之後，民初劇、現代劇和時裝劇也收到了很大的好評。民初劇以《大俠霍元甲》、《上海灘》、《萬水千山總是情》、《火鳳凰》最為轟動。當中《上海灘》造成萬人空巷的景像，更是描寫民初上海黑幫之間的情仇片集，深賦懷舊意味。這套片不單塑造了周潤發式的黑幫英雄形象，更引發了後來直接描寫香港黑幫及暴力類型片的濫觴。無論大量情仇引發打鬥幫會中人之義氣及主人翁由不名一文到發跡的經歷，都成為了通俗娛樂的基本元素。
踏入80年代麗的亦延續劇集攻勢，《人在江湖》、《浮生六劫》、《大內群英》一次一次把麗的收視率攀上高峰，《大昏迷》突破題材界限的推出，《驟雨中的陽光》開創麗的電視拍攝青春時裝劇集的先河，令對台無綫大為頭痛。而香港電視史上首部鄉土劇《大地恩情》更令無綫電視的《輪流傳》被逼腰斬（收視為六比四），使其成為無綫開播以來首播遭到腰斬的劇集，兩台的收視比例從三七追到四六乃至五五開；延續的《浴血太平山》收視率一度超過無綫，隨後的《I.Q.成熟時》更令無綫電視即時腰斬當時播映的《龍虎雙霸天》，而當時無綫電視與麗的電視收視持續在五五比四五之間，雙方收視你追我趕競爭趨向白熱化。但澳洲財團入主麗的電視後麗的重臣相繼辭職，加上麗的電視易主，讓無綫電視有喘息的空間，無綫電視趁着空白期發動進攻，《香港八一》、《楊門女將》、《紅顏》搶佔失地。
兩台也開始翻拍武俠劇，《射鵰英雄傳》的受歡迎再一次掀起武俠電視劇拍攝。在上世紀80年代播出了200多部香港電視劇，古裝劇集與時裝劇集並列。古裝劇集至今仍被視為經典的有《絕代雙驕》、《十三妹》、《天龍八部》、《神鵰俠侶》、《陸小鳳》、《雪山飛狐》、《俠客行》、《倚天屠龍記》、《八仙過海》、《萍蹤俠影錄》、《鹿鼎記》、《傅紅雪傳奇》、《四大名捕》、《決戰玄武門》、《魔域桃源》等等。
八十年代初的無綫在收視和受歡迎程度都處於巔峰，當時古裝劇盛行，無綫在1982年重新取得金庸名著版權後開始大量翻拍，例如《射鵰英雄傳》分為鐵血丹心、東邪西毒、華山論劍系列、梁朝偉及劉德華的《鹿鼎記》、黃日華的《碧血劍》、梁朝偉的《倚天屠龍記》等，大多都是七十年代無綫尚未拍攝的作品，當時的《射鵰英雄傳》、《鹿鼎記》亦成為觀眾心目中的經典，而劉德華和陳玉蓮主演的《神鵰俠侶》更是創下了平均收視62點的新紀錄，超過320萬人同時收看，紀錄保持至今。《射鵰英雄傳》黃日華和翁美玲主演的, 本劇是1983年最成功的經典電視劇，在香港首播後獲得空前成功，達到99%收視率，破了1977年電視劇《家變》所獲得的95%收視紀錄，成為年度收視之冠。最高評分為71分，超過350萬人收看，成為香港電視史上至今為止最多觀眾收看的連續劇，當時播放時的萬人空巷是後來任何一部電視劇所不能超越的。
根據無線電視1995年《萬千星輝賀台慶》公佈的「十大全球最高收視電視劇」，《射鵰英雄傳 (1983年電視劇)》排名第三，截至當時的總收看人次達 356,163,000。而翁美玲也因演活黃蓉一角而走紅並席捲東南亞。但是翁美玲娇俏可爱的黄蓉，却依旧成为一代人心中的经典。不管是不是情怀加分，这部剧在观众心中的地位显而易见。
在武俠片轟動一時之時，香港的歷史戲說電視劇也成為另一個重要的題材。其中亞洲電視在八十年代邱德根主政下，炮製了一系列大型歷史宮幃劇，由馮寶寶主演的《武則天》，劉永、劉松仁主演的《秦始皇》和劉雪華和伍衛國主演的《少女慈禧》最轟動，將歷史人物躍然於電視，並以驚心動魄的情節和華麗服飾，以及對大眾所熟知的歷史人物的全新演繹作為包裝，令觀眾耳目一新。

### 1990年代：轉折變化
進入20世紀90年代，隨着一些內因、外因的影響，電視媒體也起了相當的變化。一方面人們生活節奏加快、工作壓力變大，渴望通過電視節目鬆弛緊張的神經。因而電視劇的整個基調輕鬆了許多，一些具有中產階級感覺而不再煽情的作品受到歡迎。1989年林伯欣接手亞視，出大價先後從無線挖走了台前幕後的金裝人才開拍劇集和電視節目，聲勢浩大的與無綫對抗。 
90年代到來時，亞視推出了《勝者為王》，是以賭場題材電視劇的鼻祖，隨後的兩年又製作了第二部「天下無敵」和第三部「王者之戰」（「天下無敵」令《大時代》須改時段播以避鋒頭。），均取得了不錯的成績。無綫《大時代》掀起時裝商戰熱潮。
亞視接着推出鄉土劇《我來自潮州》，由漫畫改編的《中華英雄》和舞台劇改編的《我和春天有個約會》，打破了慣常電視劇討喜的創作方式，另闢蹊徑、鋌而走險。無綫陸續開拍了不同類型的專業劇，並創造高收視率的《壹號皇庭》、《刑事偵緝檔案》系列，往後的《鑑證實錄》、《妙手仁心》、《烈火雄心》等均獲得不錯收視成績，成為新一批的劇種。爾後106集大型商戰題材的億元之作《創世紀》播出再次引起轟動。本劇亦是香港當時耗資最大的電視劇集，共花了1.5億港元。而亞視亦不甘示弱《再見艷陽天》收視一度居高不下屢次加拍，最終以105集結局，《縱橫四海》、《我和殭屍有個約會》開拓出港劇未有之領域，大受各地觀眾之歡迎。
在現代類型劇集被認為拍到極致之時，1996年亞視推出奇幻類題材劇集《等着你回來》，成為此類題材的開山之作。這些以鬼神為題材，卻講述人性與人情的劇集，另闢蹊徑地成為收視翹楚。而後無綫跟隨創作出《先生貴性》、《衛斯理》系列更是進一步發展此種類型劇集。

### 2000年代：持續發展
2000年無綫處境喜劇《男親女愛》創下在非黃金時段最高收視，亦為無綫把處境劇視作黃金收視指標。
自CEPA協議後，無綫除了將大量的古裝電視劇外景到內地實景拍攝外，還與內地不少發行公司合作拍攝電視劇，如《血薦軒轅》、《大唐雙龍傳》等等。延續專業類型劇的精髓推出《法證先鋒》、《衝上雲霄》等具新時代特色的行業。而且繼續在不同的領域開拓新題材，當中《金枝慾孽》開創宮廷鬥爭的劇種，被稱為宮鬥劇的「始祖」。香港的電視劇一直主要由年輕的小生花旦為主角，以一條感情線為劇本大綱的偶像劇。但自2007年《溏心風暴》播出之後，社會上多了很多喜歡觀看實力派藝人的電視劇。例如2008年《溏心風暴之家好月圓》及2009年《巾幗梟雄》、《宮心計》，都取得非常高的收視。
亞視在面對無綫步步逼雖能倚靠《我和殭屍有個約會II》、《縱橫天下》、《萬家燈火》、《情陷夜中環》、《法網群英》堅守陣地，但為減輕成本，2007年後大大減少電視劇的製作，改以播放外購劇為主，進一步削弱競爭力，在對手進攻下顯得力不從心。

### 2010年代：一台獨大
傳統的收看直播以外，OTT（Over-the-top）漸漸成為主流。香港各電視台的發展，無綫電視力推myTV SUPER、Big Big Channel等網上平台；無綫電視銳意推進的港劇未來方向，一方面創新製作《不懂撒嬌的女人》、《踩過界》、《白色強人》，另一方面與大陸影片網站合作獲得大額投資，以提升劇集拍攝質素，《使徒行者2》、《溏心風暴3》、《飛虎之潛行極戰》、《宮心計2深宮計》、《再創世紀》就此應運而生；2016年隨著亞視不獲續牌，若不計算港台製作的節目，香港一段時間只有一個電視台播放自家劇集。
2016年ViuTV開台，ViuTV製作人表明該台不重視傳統收視，反而著緊網上點擊率。ViuTV和奇妙電視等則拍攝中小規模劇集，ViuTV的《瑪嘉烈與大衛系列 綠豆》、《詭探》、《迷失假期》、《仇老爺爺》、《教束》、，奇妙電視的《閃婚100天》、《熱戀100天》。此外，除了傳統本地電視台拍攝劇集外，本地電影製作公司和新成立製作公司也開始拍攝劇集。推岀有《反黑》、《無間道》、《東方華爾街》及《心冤》等。

### 2020年代：競爭突破
自2020年ViuTV隨著《全民造星系列》培養並簽下更多新藝人後，製作更多新的劇集，並把劇集時段和綜藝時段和無綫看齊。ViuTV的自家劇集以「原創劇」為標籤。自家劇集如《二月廿九》、《打天下》、《歎息橋》、《地產仔》、《男排女將》、《IT狗》等贏得不少口碑，其中2021年取得原日本劇集版權的《大叔的愛》更成為香港首部黃金時段播放LGBT題材的劇集，成功在電視和多媒體競爭中尋求突破。
無綫電視方面，除了持續和內地平台合作外，亦有不少自家劇集，如《下流上車族》和《隱形戰隊》等。

## 影響

### 社會
香港製作的電視劇，多年來一直影響着香港和華人社區，遠至1970年代至1980年代的《網中人》、《新紮師兄》、《義不容情》，直至近期的《金枝慾孽》、《戇夫成龍》、《女人唔易做》、《師奶兵團》、《溏心風暴》、《巾幗梟雄》等，都是社會上的焦點話題，例如《義不容情》曾引起「摺紙星」的潮流，而以航空業為題材的《衝上雲霄》亦吸引不少市民投考飛機師；又例如以警察作主題的電視劇系列《學警出更》，亦會刺激更多人投考警察。
2010年或之前每當有無綫製播的港劇獲得高收視，便常會帶動社會熱話成為市民茶餘飯後的話題。2020年起，雖然ViuTV沒有「慣性收視」，但其對港劇製作的認真及創意均受各方讚賞，其製作大部分均成為城中熱話（如《大叔的愛》），反而無綫卻因政治立場、競爭對手積弱，加上長年的「慣性收視」而令劇集製作越顯粗糙及失去香港特色，導致無綫製作的港劇日漸不受港人歡迎。

### 文化
電視劇文化亦同時影響着香港其他普及文化事業。1970年代後期，一批受歡迎的無綫製作人進軍影業，例如徐克、許鞍華等，推使香港進入新浪潮電影年代，而現今著名的導演、編導例如杜琪峰、王家衛、韋家輝等，很多都是無綫出身。明星、演員方面，如周潤發、周星馳、張曼玉、梁朝偉、劉德華、吳鎮宇等，都各自投身各地的影視歌事業。可見無綫培養演藝人員，都已經成為了香港影視界的主力人物。
在1974年，無綫電視劇集《啼笑姻緣》首次使用粵語主題曲，被視為香港粵語流行曲發展的里程碑，標誌香港粵語流行曲再興起。劇集的主題曲流行之餘，歌星亦得以在電視上曝光，兩者相互推動，令本土音樂得以蓬勃發展，自1978年起，獲得白金銷量的本地唱片，就超越了外國的音樂唱片。
香港電視劇作為整個東亞和東南亞的一個文化象徵，曾成為東亞及東南亞的電視劇製作中心，甚至輻射到海外華人地方地區，但由於多項因素例如欠缺競爭、互聯網崛起、技術創新遲緩及人才青黃不接等因素，加上日本、南韓及中國內地製作的電視劇迎頭趕上，互聯網發達英美國家的劇集更容易接觸，影響力稍微下降，但在美加及東南亞等華僑市場及澳門、廣東和廣西等粤語地區仍有深遠影響力，而面對香港本地電視收視率亦逐年下跌，亦開始加發展OTT、自選影像等各項服務。此外，70至90年代香港電視業的成功，對往後中國大陸和其他工業化的亞洲國家有重大影響，最明顯的是台灣和韓國。

## 製作
港劇製作方式均是採用「先拍後播」，一星期內連續播放5集或以上，此方法的優點可避免因拍攝過程出問題而導致播放延誤及有充足時間進行後期製作，一般最快需待拍攝完成後數月至一年時間左右才首播。與韓劇採用的「邊拍邊播」比較，採用「先拍後播」則不能夠因應收視率及觀眾意見而修訂劇本。
而劇集也多以連續劇為主，單元劇（處境劇）多是香港電台製作。
此外，香港電視劇未有實施「製播分離」，製播分離這個概念來源於英文單詞，意思是指電視播出機構將部分節目委託給獨立製片人或者獨立製片公司來製作。英美等國的節目製作公司（或獨立製片人）與節目的播出機構是有着隸屬關係的。如英國ITC在全國的15家獨立製片公司都是由ITC投資建立的。美國的節目製作公司中也都有各個節目公司一定數量的股份。因此，獨立製片制度首先在資本上就不是獨立的，而「節目製作多樣化」的提法更能夠正確反映「製播分離」的原意。
目前只有香港電台（下稱港台）有外判節目計劃，和香港電視娛樂「實驗電視」的欄目，即是嘗試把電視廣播時段，外判予獨立製作公司運作，讓外部自行製作內容，再由ViuTV播放。

### 劇本
一般而言香港電視劇的劇本屬於集體創作，編劇顧名思義是負責編寫劇本，而「編審」則是整個劇的前驅、導航者。編審多是由經驗豐富的編劇晉升的，是劇本的掌舵人，負責帶領一班編劇創作整套劇集，既要負責制定方向，也要作出最後決策，劇本上有任何錯漏都要負責。
一套二十集的劇集，一般會由編審帶領著三至四名編劇完成的，但如果拍攝期迫近，又或者集數較長，編劇的數目自然會增加。創作大多是主觀的，編劇亦各有其出身背景，有不同的專長，如果大家各自有不同的想法，各持己見，這樣劇集的線路、人物的發展就難以定下來，或者線路會飄忽不定，角色時忠時奸。這時編審就需要總其成，作出最後定案，確立出故事及人物的發展。而在編劇寫好劇本之後，編審更要負責改稿，令劇本不會出現不連貫的情況，遇有編劇經驗不足或偶有失手，寫不出要求，編審更有可能要將劇本重寫。
編審其中一項甚為艱巨的工作就是「賣橋」。在故事敲定了之後，編審就要負責向公司各巨頭講解故事。同時亦需要向演員講解故事。因為目的就是要向演員推銷角色，向他們解說其角色有何特別之處，跟他過往所演過的劇集有甚麼不同，尤其是一些大牌或部頭演員，他們要覺得故事吸引、角色有所發揮，甚至有機會讓他們登上視帝、視后寶座才會答應接拍的。
在劇本完成之後，進入拍攝階段遇上製作上的問題，例如劇組找不到理想的場景、道具不配合，甚至演員發生意外或病倒，無法繼續拍攝，編審需要馬上更改劇本，令拍攝得以繼續進行。

### 演員
大部份會選用電視台的藝員，電視台更會設立藝員訓練班培育演員，而年度大戲則會邀請不少電視台之外的演員。

### 幕後
香港目前有香港浸會大學、香港城市大學、香港都會大學、香港演藝學院及香港專業教育學院都設有專門的影視製作專業，當中浸大和城大更是全球十大卓越電影學院之一，而且專業方向分得很細。這為製作劇集提供了培訓人才的保障。

### 播出時段
依目前情況，如果可能會隨時間變更。以下是粗略的介紹：
| 播出時段 | 星期一                                                                                         | 星期二                                                                                         | 星期三                                                                                         | 星期四                                                                                         | 星期五                                                                                         | 星期六       | 星期日       |
| -------- | ---------------------------------------------------------------------------------------------- | ---------------------------------------------------------------------------------------------- | ---------------------------------------------------------------------------------------------- | ---------------------------------------------------------------------------------------------- | ---------------------------------------------------------------------------------------------- | ------------ | ------------ |
| 白天     | 上午劇集時段 下午劇集時段                                                                      | 上午劇集時段 下午劇集時段                                                                      | 上午劇集時段 下午劇集時段                                                                      | 上午劇集時段 下午劇集時段                                                                      | 上午劇集時段 下午劇集時段                                                                      |              |              |
| 晚上     | 第一線劇集（20:00-20:30) 第二線劇集（20:30-21:30） 第三線劇集（21:30-22:30，為PG家長指引時段） | 第一線劇集（20:00-20:30) 第二線劇集（20:30-21:30） 第三線劇集（21:30-22:30，為PG家長指引時段） | 第一線劇集（20:00-20:30) 第二線劇集（20:30-21:30） 第三線劇集（21:30-22:30，為PG家長指引時段） | 第一線劇集（20:00-20:30) 第二線劇集（20:30-21:30） 第三線劇集（21:30-22:30，為PG家長指引時段） | 第一線劇集（20:00-20:30) 第二線劇集（20:30-21:30） 第三線劇集（21:30-22:30，為PG家長指引時段） |              |              |
| 午夜     | 深宵劇集時段                                                                                   | 深宵劇集時段                                                                                   | 深宵劇集時段                                                                                   | 深宵劇集時段                                                                                   | 深宵劇集時段                                                                                   | 深宵劇集時段 | 深宵劇集時段 |

下列提及的所有時段除特別註明外均為播出一小時。
- 白天時段：無綫電視翡翠台於上午及下午重播劇集，10:00（半小時）、10:30、11:45及14:45時段；香港電視娛樂ViuTV則於13:30時段播出一套重播外購劇；HOY TV則於15:00時段播出一套重播外購劇
- 晚上黃金時段：無綫電視翡翠台於20:00時段播出半小時處境喜劇，20:30及21:30時段各播出兩套劇集；香港電視娛樂ViuTV則於20:30時段播出一套外購劇，21:30時段播出一套自製劇；HOY TV則於18:30（半小時）21:30時段播出一套外購劇
- 深宵時段：無綫電視翡翠台於00:05及01:10（半小時）時段各重播一套劇集；香港電視娛樂ViuTV則於01:00及02:00（半小時）時段各播出一套重播外購劇；HOY TV則於03:00-06:00時段播出三套重播外購劇（每套一小時）

## 頒獎典禮
香港未如外國（艾美獎、學術電視獎、金鐘獎）擁有一個囊括整個電視業界的頒獎，以表揚卓越藝人和不同領域的優秀電視節目。而具有公信力的香港電台主辦的電視欣賞指數調查最佳節目頒獎禮只是針對電視節目，未有對台前幕後人員的表彰，較為全面的萬千星輝頒獎典禮由電視廣播有限公司主辦，但只是表揚無綫電視全年表現出色的台前幕後的藝員和團隊，範圍上太過狹窄，而且內定頒獎人選，備受公認上大為失色。YAHOO!搜尋人氣大獎就缺乏專業評審和評價表現。

## 電視展覽
香港國際影視展推廣香港作為亞太區影視及娛樂產品的生產及分銷，推廣跨媒體、跨行業的商貿合作中心 推廣跨媒體、跨行業的商貿合作。
香港影視娛樂博覽由香港貿易發展局主辦，目標是希望成為亞洲多媒體娛樂界的一項盛事。